# Sopčić Vrh
Sopčić Vrh – wieś w Chorwacji, w żupanii karlowackiej, w gminie Ribnik. W 2011 roku liczyła 18 mieszkańców.